# Clepsis centonata
Clepsis centonata es una especie de polilla del género Clepsis, categorizada en la tribu Archipini, de la subfamilia Tortricinae.

## Distribución
Se distribuye por Brasil.

## Taxonomía
Fue descrita por Razowski & Becker en 1999 y publicada en (Clepsis), Redia 82: 21.